# Reit im Winkl
Reit im Winkl település Németországban, azon belül Bajorországban. Lakosainak száma 2338 fő (2023. december 31.). Reit im Winkl Kössen községgel határos.

## Népesség
A település népessége az elmúlt években az alábbi módon változott:
| Lakosok száma | 824  | 2371 | 2625 | 2632 | 2366 | 2374 | 2363 | 2358 | 2340 | 2338 |
|               | 1875 | 1950 | 1975 | 1987 | 2012 | 2014 | 2016 | 2017 | 2021 | 2023 |